# Fontitrygon margarita
Fontitrygon margarita ist eine Stechrochenart und lebt vor den Küsten von Westafrika.

## Merkmale
Fontitrygon margarita hat eine runde und vergleichsweise dünne Brustflossen-Scheibe, die etwa so breit wie lang ist und Breiten bis zu einem Meter erreichen kann, meist aber 60 cm nicht überschreitet, wobei Weibchen meist deutlich größer als Männchen werden. Die Spitze der Schnauze ragt nur leicht über das Scheibenrund hinaus. Die Augen sind mittelgroß und werden von etwas größeren Spritzlöchern gefolgt. Der Schwanz ist länger als die Scheibe und trägt oben in der Regel einen einzelnen Giftstachel. An seiner Basis ist der Schwanz breit und flach, hinter dem Stachel wird er dünn und peitschenartig. Die Färbung der Scheibenoberseite ist graubraun, die der Unterseite weißlich. Er erreicht ein Gewicht von maximal 17 kg.

## Lebensweise
Der Rochen lebt im Ostatlantik zwischen dem Senegal und der Republik Kongo über bevorzugt sandigem Boden in küstennahem Flachwasser, selten auch in Tiefen bis 60 m. Zum Teil wird er auch in Lagunen und Flussmündungen gefunden. Seine bevorzugte Beute sind Garnelen, Krabben, Muscheln und Ringelwürmer. Er ist ovovivipar mit Würfen von ein bis vier Jungtieren, die bevorzugt in geschützten Flachwassern geboren werden.
Von traditionellen und in geringen Mengen auch kommerziellen Fischern wird er mit der Langleine, Baumkurren, Stellnetzen, Reusen, Ringwaden und der einfachen Angelschnur eingebracht und frisch, geräuchert, getrocknet oder eingesalzen für den menschlichen Verzehr verwendet. Wegen der durchgängigen Befischung und zum Teil auch menschlichen Einflüssen auf seinen Lebensraum sind die Bestände zurückgegangen und er wird von der IUCN mit EN (stark gefährdet) eingestuft.

## Systematik
Die Rochenart wurde im Jahr 1870 durch den deutschen Zoologen Albert Günther unter der wissenschaftlichen Bezeichnung Trygon margarita beschrieben, später dann der Gattung Dasyatis zugeordnet. Bei einer Mitte 2016 erfolgten Revision der Dasyatidae wurde die Art in die neu eingeführte Gattung Fontitrygon gestellt.